# Marinko Matosevic
Marinko Matosevic in croato Marinko Matošević (Jajce, 8 agosto 1985) è un allenatore di tennis ed ex tennista croato naturalizzato australiano.

## Biografia
Nato nell'odierna Bosnia-Erzegovina da Branko, un ingegnere industriale, e Ljubica, che cresceva tre figli, nel 1995 si è trasferito con la famiglia a Melbourne per sfuggire alle Guerre jugoslave. Vive attualmente a Dandenong, Melbourne, con i tre fratelli: Anica, Marko e Tomislav (Tommy).

## Statistiche

### Singolare

#### Finali perse (1)
| Legenda (singolare)             |
| ------------------------------- |
| Grande Slam (0)                 |
| ATP World Tour Finals (0)       |
| ATP World Tour Masters 1000 (0) |
| ATP World Tour 500 Series (0)   |
| ATP World Tour 250 Series (1)   |

| Numero | Data         | Torneo                                                        | Superficie | Avversario in finale | Punteggio   |
| 1.     | 4 marzo 2012 | Delray Beach International Tennis Championships, Delray Beach | Cemento    | Kevin Anderson       | 4-6, 6(2)–7 |